# Tamar (córka Dawida)

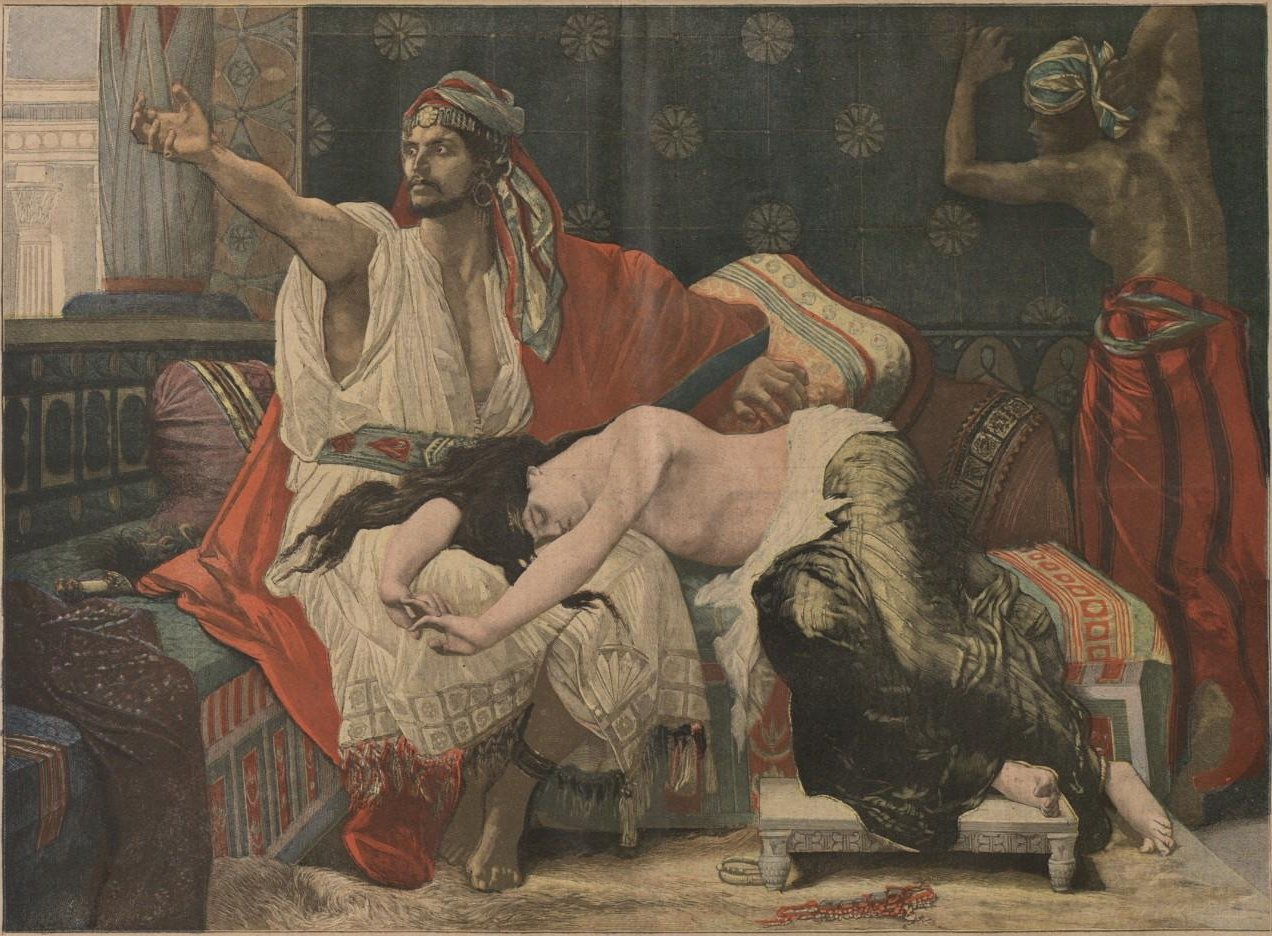
Tamar i Absalom – obraz Alexandre'a Cabanela.

Tamar (hebr. תָּמָר) – postać biblijna występująca w Drugiej Księdze Samuela.

## Życiorys
Tamar była córką Dawida, króla Izraela oraz Maaki, jednej z jego żon. Wyróżniała się urodą. Pożądał jej Amnon, syn Dawida z innej matki. Chcąc ją uwieść, Amnon, za namową swojego przyjaciela, Jonadaba posłużył się podstępem. Udał obłożnie chorego i poprosił króla, by opiekę nad nim sprawowała Tamar. Kiedy znaleźli się sam na sam, zgwałcił ją, a następnie przepędził. 
Jej drugi brat, z tej samej matki, Absalom, który bardzo kochał siostrę, zapewnił jej opiekę. Dawid, gdy dowiedział się o tym zdarzeniu, był wściekły, ale nie zdecydował się na surowe ukaranie syna za gwałt. Absalom postanowił wówczas sam wymierzyć sprawiedliwość. Podczas jednej z uczt jego słudzy zabili Amnona. Absalom swój czyn przypłacił trzyletnim wygnaniem, jednak król mu ostatecznie wybaczył zabójstwo.